# Euplocamus
Euplocamus là một chi bướm đêm thuộc họ Tineidae.

## Các loài
- Euplocamus anthracinalis (Scopoli, 1763)
- Euplocamus ophisa (Cramer, 1779)

## Tên không còn sử dụng
Euplocamus là tên cũ của chi Pheasant, tên đầu là Gennceus, và sau là Lophura.